# Donny Robinson
Donny Robinson (ur. 17 czerwca 1983 w Napa) – amerykański kolarz startujący w konkurencji BMX, brązowy medalista olimpijski, mistrz świata.
Największym sukcesem zawodnika jest brązowy medal igrzysk olimpijskich w Pekinie w 2008 roku oraz mistrzostwo świata w Adelaide (2009).